# Universidad de Oriente (Cuba)
La Universidad de Oriente (UO) es una institución cubana de carácter público, dedicada a la educación e investigación a nivel superior y postgrado. 
Es la segunda institución superior pública de Cuba. Fue fundada en 1947 en la ciudad de Santiago de Cuba, al oriente del país y de ahí su nombre.

## Historia
Los antecedentes de la Universidad de Oriente se remontan a 1722 con la fundación en Santiago de Cuba del Colegio Seminario San Basilio el Magno.
En 1819 fue aprobado el plan para crear la universidad en la zona oriental de Cuba. Sin embargo, las barreras socioculturales coloniales y la intervención norteamericana frustraron tales aspiraciones. Después de instalada la república en 1902 se sucedieron nuevos intentos para lograr este propósito que se vio consumado el 10 de octubre de 1947 cuando se constituyó la segunda institución de educación superior pública de nuestro país, refrendada por la Ley n.º 13 del 23 de diciembre de 1951 que señala que la Universidad de Oriente es un "centro público, democrático y autónomo" cuyo lema es "Ciencia y Conciencia". De esta forma se convierte en la segunda universidad más antigua de Cuba.
En 1959, al triunfo de la Revolución cubana y la declaratoria de Santiago de Cuba como capital provisional de la República, se convierte esta institución en la sede del Gobierno cubano.
En 1961 con la reforma de la Enseñanza de la Educación en Cuba y bajo el lema de "la universidad para los revolucionarios", se politiza la universidad y es obligatorio la enseñanza del marxismo-leninisimo. La enseñanza pasa a estar vertebrada en torno a la consideración del materialismo histórico como el único método científico verdadero.

### Objetivos de la institución
Preservar, promover y desarrollar la cultura, patentizando nuestra condición de universidad cincuentenaria, a través de la constante búsqueda de la excelencia en la formación integral de los estudiantes, en la investigación científica y su aplicación, en la superación de los profesionales y de los dirigentes y en la extensión, acorde a las exigencias internacionales y las prioridades nacionales y territoriales, insertándonos en la sociedad con la pertinencia y el impacto que exige nuestro tiempo.[cita requerida]

### Sedes

#### Sede "Antonio Maceo"
- Facultad de Ciencias Sociales
- Facultad de Humanidades
- Facultad de Derecho
- Ciencias Económicas y Empresariales
- Facultad de Ciencias Naturales y Exactas
- Educación a distancia

#### Sede "Julio Antonio Mella"
- Facultad de Ciencias de la Educación
- Facultad de Ingeniería Química y Agronomía
- Facultad de Ingeniería Mecánica e Industrial
- Facultad de Cultura Física
- Facultad de Ingeniería Eléctrica
- Facultad de Construcciones
- Facultad de Lenguas Extranjeras
- Facultad de Ingeniería en Informática, Telecomunicaciones y Biomédica

### Cursos
La UO proporciona enseñanza superior de pregrado (segundo ciclo) así como educación de postgrado (tercer ciclo) mediante cursos, entrenamientos, especializaciones, diplomados, maestrías y doctorados.
La Universidad de Oriente se organiza para su trabajo académico y científico en 2 Campus o Sedes:
- La Sede Central donde radican las facultades de Ciencias Sociales, Humanidades, Derecho, Ciencias Económicas y Empresariales, Ciencias Naturales, Matemática y Computación y la de Enseñanza a Distancia o Dirigida.

- La Sede "Julio Antonio Mella" radican las facultades de Ciencias Técnicas: Mecánica, Eléctrica, Química, Informática y Construcciones.

El pregrado está integrado por 27 carreras universitarias.

### Investigación
La investigación es un elemento fundamental en el quehacer de la Universidad de Oriente: se destaca el Grupo de Energías Renovables Aplicadas (Gera), el Centro de Estudios de Reconocimiento de Patrones y Minería de Datos (CERPAMID), de Biofísica Médica y de Electromagnetismo Aplicado; los Centros de Estudio de Biotecnología Industrial, Informática y Tecnologías de la Información (CORPUS), el Centro de Estudios de Eficiencia Energética (CEEFE), los de Educación Superior, Energético, Economía Azucarera entre otros.
La UO sostiene Convenios de Cooperación Internacional con Universidades de Canadá, México, Colombia, Ecuador, Brasil, Nicaragua, España, Alemania, Francia e Italia entre otros países.

### Ernesto "Che" Guevara en la Universidad de Oriente

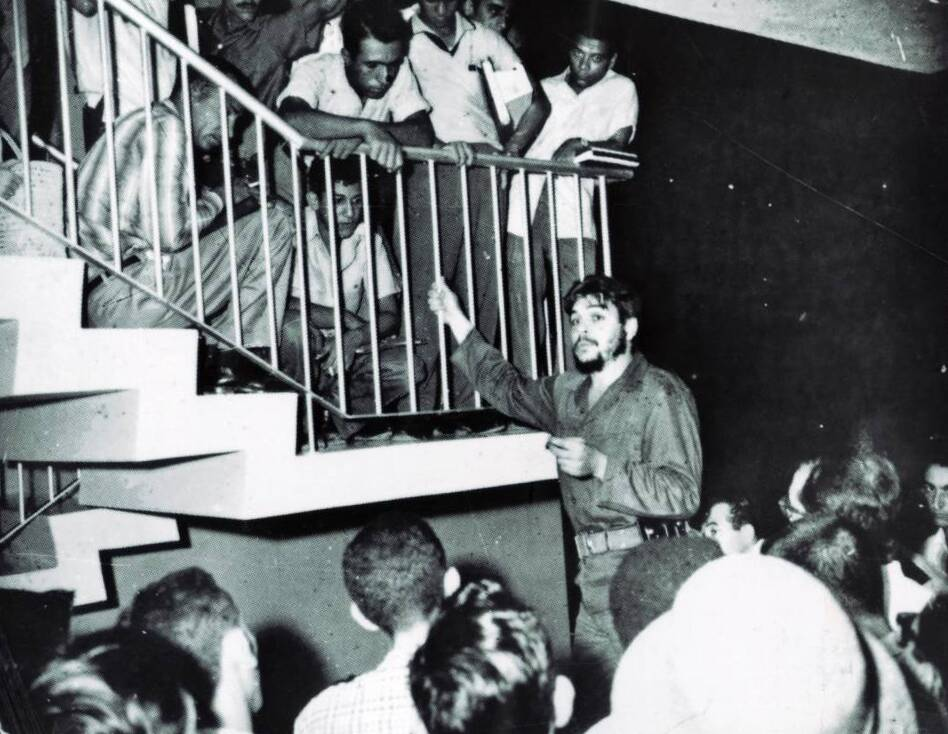
Visita del Che Guevara a la Universidad de Oriente en 1961.

Una de las personalidades que contribuyó al desarrollo sociopolítico de la Universidad fue el Che Guevara. Realizó su primera visita en octubre de 1959, como parte del ciclo de conferencias "La Revolución y la Universidad" cuyo objetivo fundamental era definir el papel de la Universidad en la naciente Revolución.
Entre el 24 y el 26 de mayo de 1961, los comandantes Raúl Castro y el Che Guevara realizaron una visita a las provincias orientales y la Universidad de Oriente estuvo entre los sitios que los recibieron. Se realizó un intercambio con los profesores y estudiantes del centro.
El 30 de noviembre de 1964, el Che sostuvo una reunión con la Rectoría de la Universidad de Oriente, durante la que se discutieron asuntos de la vida del centro. Posteriormente se reunió con los alumnos de Tecnología, a los que expuso diferentes conceptos relacionados con su incorporación al trabajo luego de obtener sus títulos.